# Deus vult
Deus vult ("Deus o quer!" em latim) foi um grito de guerra da Igreja Católica associado às Cruzadas.
A frase foi repetida por toda a Europa quando o papa Urbano II declarou a Primeira Cruzada no Concílio de Clermont, em 1095, após a Igreja Ortodoxa pedir ajuda ao ocidente para interromper a expansão islâmica do Império Seljúcida na Anatólia.
Mais recentemente, com a ascensão do governo Bolsonaro, a extrema-direita brasileira tem se utilizado da expressão em um contexto semelhante ao utilizado pelos apoiadores do presidente dos Estados Unidos, Donald Trump. Isso aconteceu depois da frase Deus vult ser usada em seu contexto histórico no videogame Crusader Kings II, de 2012, e ter evoluído para um meme de internet que depois foi utilizado pelos apoiadores de Trump em sua campanha presidencial de 2016. A frase se tornou "uma espécie de palavra de código de extrema-direita, uma hashtag propagada em mídias sociais e grafites da direita alternativa". Várias mesquitas e outros lugares foram vandalizados com a frase em 2016.